# Fábio Barreto
Fábio Villela Barreto Borges (6 de juny de 1957 - 20 de novembre de 2019) va ser un cineasta, actor, guionista i productor de cinema brasiler. Va ser conegut sobretot per dirigir O Quatrilho (que va ser la primera pel·lícula brasilera nominada a l'Oscar a la millor pel·lícula de parla no anglesa en més de 30 anys) i Lula, o filho do Brasil, una biografia basada en els primers anys del president Luiz Inácio Lula da Silva, que havia estat la pel·lícula més cara de la història del cinema brasiler el seu llançament. Barreto va caure en coma l'any 2009 després d'haver patit un accident de cotxe a Rio de Janeiro i, l'agost de 2014, es va informar que es trobava en un estat de consciència mínima. Va morir el 20 de novembre de 2019, després de gairebé 10 anys en coma.

## Biografia
Barreto va néixer el 1957 a Rio de Janeiro. Era el fill petit dels coneguts productors de pel·lícules Luís Carlos i Lucy Barreto. El seu germà és el també cineasta Bruno Barreto, responsable de l'èxit de taquilla internacional de 1976 Dona Flor e Seus Dois Maridos, protagonitzada per Sônia Braga.

### Carrera
Va començar la seva carrera l'any 1977, als 20 anys, dirigint el curtmetratge A estória de José e Maria. Des d'aleshores, va actuar en dues pel·lícules — Nelson Pereira dos Santos' Memórias do Cárcere (1984), i ls frl dru pstr For all - O trampolim da vitória (1997) — i ha dirigit nou llargmetratges, la versió brasilera de Desperate Housewives, un episodi de la sèrie de televisió Você Decide i dos curtmetratges més.
El seu primer llargmetratge fou Índia, a Filha do Sol, protagonitzada per Glória Pires com una nativa brasilera que intenta sobreviure a la brutalitat de la mineria de diamants al Brasil Centre-Oest i acaba enamorant-se d'un soldat blanc. La banda sonora de la pel·lícula va ser composta per Caetano Veloso, a qui Barreto criticaria més tard per qualificar Lula d'"analfabet". El 1986 va dirigir O Rei do Rio, basada en l'obra de Dias Gomes, que explica la història de dos amics que s'enriqueixen amb el jogo do bicho i es van convertir en rivals en la lluita pel poder polític. Ambdues pel·lícules van comptar amb Nuno Leal Maia com a estrella masculina principal.
La seva següent pel·lícula va ser Luzia-Homem, basada en la novel·la homònima de l'escriptor del segle xix Domingos Olímpio. Presentava Claudia Ohana com una dona masculinitzada que busca venjança per l'assassinat dels seus pares, que acaba trobant l'amor. El 1991, aprofitant la moda de la Lambada va dirigir una pel·lícula sobre això. Després d'una pausa de quatre anys, va dirigir O Quatrilho, la primera pel·lícula brasilera nominada al Oscar a la millor pel·lícula de parla no anglesa des de O Pagador de Promessas, estrenada el 1962. El 1997 va dirigir la seva primera pel·lícula en anglès, Bela Donna (estrenada als Estats Units com White Dunes), amb Natasha Henstridge i Andrew McCarthy.
El 2002 va dirigir la seva setena pel·lícula, l'aclamada per la crítica A Paixão de Jacobina. Només tornaria a dirigir uns anys més tard, estrenant Nossa Senhora de Caravaggio i la versió brasilera de Desperate Housewives (filmada a l'Argentina) el 2007. El 2009 va rodar Lula, o filho do Brasil. La pel·lícula, estrenada l'1 de gener de 2010, és la seva quarta col·laboració amb Glória Pires. Considerada una pel·lícula molt controvertida en el moment de la seva estrena, la pel·lícula va ser escollida per una comissió del Ministeri de Cultura com a candidata a representar Brasil als Oscars. L'elecció va ser molt criticada al Brasil i la pel·lícula no va aconseguir la nominació.

### Vida personal
Estava casat amb l'actriu Dora Pellegrino, amb qui va tenir una filla, Mariana. Va estar casat amb l'actriu Déborah Kalume des del 2003, amb qui va tenir João (n. 2006). També va ser pare de Lucas (amb Amanda Martins) i Júlia Barreto Borges (amb la seva primera dona, l'actriu Marcia Barreto) que va protagonitzar les seves pel·lícules Luzia Homem (1987), O Quatrilho (1995), i Nossa Senhora de Caravaggio (2006).

### Accident de cotxe
El 19 de desembre de 2009, cap a les 22:00 (UTC-3) Barreto es va veure implicat en un accident de cotxe a Botafogo, el barri del sud de Rio de Janeiro. Segons el bomber Wagner Generoso, un cotxe es va acostar massa al vehicle del cineasta, que va impactar contra un mur de pedra, va volar cap a un altre carril i va bolcar. Va ser traslladat a l'Hospital Miguel Couto de Leblon, on es va enfrontar a una cirurgia de tres hores aquella mateixa nit, i posteriorment va ser traslladat a l'Hospital Copa D'Or. L'endemà va ser sotmès a una operació per reduir la inflor cerebral. Va haver de fer una traqueotomia per ajudar-lo a respirar. Segons el neurocirurgià Paulo Niemeyer Filho, el director tenia un hematoma subdural agut i una contusió al lòbul temporal a ambdós costats. "Es va extreure el costat esquerre del crani i es va col·locar a la costella del pacient. S'hi guardarà fins que es torni a posar al seu lloc", va dir. El 22 de març de 2010, Barreto va ser traslladat. a casa seva, on va continuar el seu tractament.
Diversos amics de Fábio van visitar la seva família a l'hospital, com ara els companys de cinema Guel Arraes i Sérgio Rezende, l'estrella de Nossa Senhora do Caravaggio Cristiana Oliveira, Frei Betto, el marit de Glória Pires, el cantant Orlando Morais, la estrella d' O Quatrilho Patrícia Pillar, i el seu marit, antic candidat a la presidència Ciro Gomes El president Lula va trucar a la família Barreto per mostrar solidaritat i desitjar a Fabio una ràpida recuperació. El 3 de febrer de 2010, Barreto va abandonar la unitat de cures intensives de l'Hospital Copa D'Or, tot i que va romandre inconscient. A l'agost de 2014 es va informar que era "mínimament conscient" i havia respost a alguns estímuls però encara no havia sortit completament del seu coma.

### Mort
El 20 de novembre de 2019, després de 10 anys en coma, Barreto va morir a la seva casa de Rio de Janeiro.

## Filmografia
Com a director
- 2009 - Lula, o filho do Brasil
- 2007 - Donas de Casa Desesperadas (série de TV)
- 2007 - Nossa Senhora de Caravaggio
- 2002 - A Paixão de Jacobina
- 2000 - De conversa em conversa (curtmetratge)
- 1997 - Bela Donna
- 1995 - O Quatrilho
- 1991 - Lambada
- 1988 - Luzia Homem
- 1986 - O Rei do Rio
- 1982 - Índia, a Filha do Sol
- 1978 - Mané Garrincha (curtmetratge)
- 1977 - A estória de José e Maria (curtmetratge)

Com a actor
- 1997 - For All - O Trampolim da Vitória
- 1984 - Memórias do cárcere ... Siqueira Campos